# Eupithecia neosatyrata
Eupithecia neosatyrata är en fjärilsart som beskrevs av Inoue 1979. Eupithecia neosatyrata ingår i släktet Eupithecia och familjen mätare. Inga underarter finns listade i Catalogue of Life.